# Філіп Новарський
Філіп Новарський (фр. Philippe de Novare; ~1195 — ~1265) — середньовічний італійський хроніст, воїн, музикант, дипломат, поет і юрист XIII століття. Він походив із північноіталійського міста Новара, але жив і працював у державах хрестоносців Латинського Сходу.

## Біографія
Невідомо, як Філіп Новарський потрапив у держави хрестоносців на Близькому Сході, але в 1218 році він брав участь у П'ятому хрестовому поході, перебуваючи на службі у кіпрського лицаря П'єра Шаппа. В 1218 році Філіп брав участь в облозі Дамієтти під керівництвом короля Єрусалиму Жана де Брієна.
У наступні роки він став важливим лордом Кіпрського королівства, де він був вірним лицарем Жана I д'Ібеліна, «старого лорду Бейрута», і воював з ним у Війні з ломбардцями проти намісників імператора Фрідріха II в червні 1232 року в битві при Агріді. Про цей конфлікт Філіп написав епічну хроніку, в якій дуже однобічно описав Жана I д'Ібеліна як ідеал чесного і справедливого феодала та критикував імператора Фрідріха II як некультурного деспота.
Філіп Новарський також виступав як вчений-юрист Ібелінського дому і баронської партії, яку вони очолювали. За його ініціативою, 12 червня 1242 року в Акрі Висока курія (Високий суд) Єрусалиму визнав будь-який уряд Єрусалимського королівства, призначений імператором або його сином, королем Конрадом IV, як нелегітимний, оскільки король Конрад ніколи не з'являвся в королівстві та не прийняв присягу вірності від васалів королівства. Отже, барони не зобов'язані слідувати за королем і, таким чином, мають право визначати свій власний уряд. Близько 1250 року Філіп написав трактат про феодальне право держав хрестоносців (фр. Le Livre de forme de Plait), який особливо вплинув на праці вченого-юриста Жана д'Ібелін, графа Яффо, племінника «старого лорда Бейрута».
Для морального повчання Філіп Новарський написав близько 1260 року «Чотири віки людини» (фр. Les quatre âges de l'homme), які містять принципи виховання дворян.